# Vasilije Micić
Vasilije Micić, serbiska: Василије Мицић, född 13 januari 1994 i Kraljevo i Republiken Serbien i Förbundsrepubliken Jugoslavien (idag Serbien), är en serbisk professionell basketspelare (PG) som spelar för Milwaukee Bucks i National Basketball Association (NBA). Han har tidigare spelat bland annat för Oklahoma City Thunder och Phoenix Suns.
Micić draftades av Philadelphia 76ers i andra rundan i 2014 års draft som 52:a spelare totalt.
Han deltog vid europamästerskapet i basket för herrar 2017 och vann silvermedalj med det serbiska basketlandslaget.